# 三星Galaxy S5 Mini
三星Galaxy S5 Mini（英語：Samsung Galaxy S5 Mini）是一款由三星電子開發的Android智能手机，於2014年5月發佈，並於同年7月1日正式推出。S5 Mini是旗艦級智能手機Galaxy S5的中檔型號，並為Galaxy S4 Mini的後繼型號，同期競爭產品計有HTC One Mini 2和Sony Xperia Z1 Compact。該裝置與其對應高端型號Galaxy S5相似的設計與軟體功能。

## 技術規格
S5 Mini在硬件設計上採用與S5大為相似的聚碳酸脂打孔人造皮革。在機體內，該裝置配置四核心1.4 GHz Exynos 3 Quad 3470（適用於SM-G800F）或時脈相同的高通驍龍400 MSM8288處理器（適用於SM-800A及SM-G800H），並搭載1.5 GB随机存取存储器（當中約277 MB預留予系統使用）、16 GB內部儲存空間（可擴充）及4.5吋（1280×720像素）HD Super AMOLED屏幕（像素密度為326 PPI）。S5 Mini亦配備一枚210萬像素的前置鏡頭，以及一支800萬像素的後置鏡頭，支援以每秒30幀的速度拍攝1080p視頻。
廠方雖然聲稱該裝置防水，但未有為遮蓋USB充電插口提供任何保護物料。事實上，用家需要利用保護蓋，將Galaxy S5的USB充電插口遮蓋，以確保防水功能得到作用。
屏幕下方備有三顆按鈕。放置於中央的「Home」鍵內置基於滑動的指紋掃描器；而「最近程式」（Recent apps，或稱「Recent Tasks」）和「後退」按鈕均為電容式按鈕。Galaxy S5 Mini與Galaxy S5一樣不再配備「選單」鍵，並以「最近任務」（Recent tasks）鍵取替。
Galaxy S5 Mini預裝Android 4.4.2 Kitkat操作系統及三星自家的TouchWiz軟體，當中包含了S5的絕大多數功能。
S5 Mini包含一枚2100 mAh、支援NFC的電池。該裝置的軟體內亦包含一款與S5大為相似的「Ultra Power Saving」模式。當該模式啟動的時候，系統會禁用所有非必要的進程，而屏幕會改以黑底白字的形式顯示內容。此外，廠方亦採用R2半導體提供的封包追蹤技術，以提升功率放大器的效能，從而降低裝置運行所產生的熱能，並延長電池壽命。

## 外部連結
- 官方网站